# José Antonio del Castillo
José Antonio del Castillo (1 de gener de 1943) és un futbolista peruà.

## Selecció del Perú
Va formar part de l'equip peruà a la Copa del Món de 1970. Fou jugador del club Sporting Cristal i de Veracruz a Mèxic.

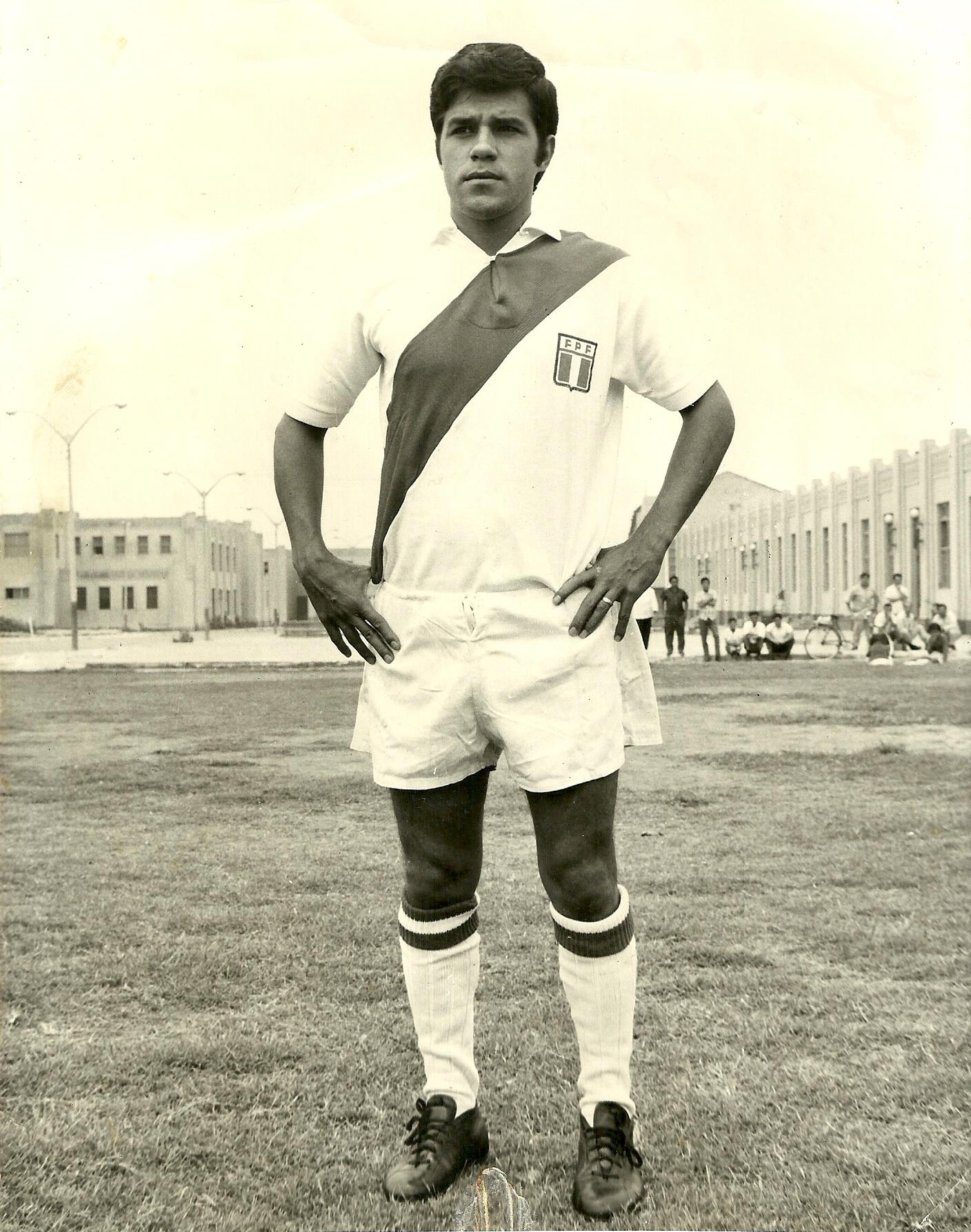
José del Castillo.